# Friedrich Sander (Psychologe)
Friedrich Sander (* 19. November 1889 in Greiz; † 29. November 1971 in Bonn) war ein deutscher Psychologe und Hochschullehrer an der Universität Jena sowie der Universität Bonn. 

## Karriere
Sander studierte ab 1910 Philosophie, Psychologie und Kunstgeschichte an den Universitäten in München und Leipzig. Hier erfolgte 1913 die Promotion in Psychologie (an der Philosophischen Fakultät) und nach einer Anstellung als wissenschaftlicher Mitarbeiter bei Wilhelm Wundt die Habilitation für Psychologie 1923. Seit 1922 war er hier Privatdozent und wurde 1929 zum außerplanmäßigen Professor berufen. In dieser Position wechselte er 1929 an die Universität Gießen und wurde Leiter des Instituts für Experimentelle Psychologie. Sander leitete ab dem 1. Oktober 1933 bis zur Entlassung 1945 als ordentlicher Professor die Psychologische Universitätsanstalt der Universität Jena, nachdem der vorhergehende Lehrstuhlinhaber, Wilhelm Peters, aus „rassischen Gründen“ entlassen worden war. Sander war Mitglied der NSDAP und des NSLB. Im Jahr 1940 wurde er zum Mitglied der Leopoldina gewählt. Im Jahr 1944 gehörte Sander zu den Jenaer Hochschullehrern, die als „völkische Sendboten“ zu sogenannten Umerziehungsmaßnahmen von nach Deutschland verschleppten Professoren und Studenten aus Oslo im KZ Buchenwald waren, um die Deportieren im Auftrag des SS-Ahnenerbes zu „Germanen“ umzuschulen. Ab 1946 hatte er wieder Lehraufträge an der FU Berlin und TU Berlin, 1949 erhielt er einen vollen Lehrauftrag an der Brandenburgischen Landeshochschule Potsdam. 1952 wurde er ins Max-Planck-Institut für Anthropologie berufen. 1955 bis 1958 lehrte er als ordentlicher Professor an der Universität Bonn.
Von 1938 bis 1945 und seit 1953 war Sander im Vorstand der Deutschen Gesellschaft für Psychologie und Mitherausgeber des Archivs für die gesamte Psychologie. Ab 1955 leitete er die Gesellschaft, bis er 1960 wegen seiner nationalsozialistischen Vergangenheit zurücktreten musste.

## Leistungen und Haltung im Nationalsozialismus
Sander war Mitbegründer der genetischen Ganzheitspsychologie und entdeckte die Parallelogrammtäuschung. 
Im Gegensatz zu einer analytischen Psychologie vertrat Sander die Sichtweise eines nicht durch die Summe seiner Teile beschreibbaren seelischen Apparates. Simone Wittmann schreibt in Zur 'paradoxen Doppelnatur des Intellektuellen': Der Fall Friedrich Sander: „Erst mit Schriften ab 1933 bekannte sich Sander dezidiert zur 'nationalsozialistischen Bewegung.'“ und belegt dies u. a. mit folgenden Zitaten:
„Die Sehnsucht eines in Parteien und Klassen zerstückelten Volkskörpers nach Ganzheit, der heilige Wille, das eigene Wesen deutscher Volkheit rein auszuprägen, alles seiner Gestalt Fremde und sie parasitisch Überwuchernde abzuschneiden, der des eigenen Wertes bewußte Stolz, das Gesetz des Handelns sich nur von sich selbst vorschreiben zu lassen, hat die [...] Jugend im tiefsten ergriffen. Sie fand in Adolf Hitler den Mann, der diese Sehnsucht und diesen Willen zum Ziele zu führen ausersehen war, und folgte ihm [...] Das Bild dieser deutschen Jugend wissenschaftlich haltbar zu zeichnen ist Aufgabe der Jugendkunde der Gegenwart“.
oder:
„Das Ganze, das Volk in seinem Lebensraum soll leben, wenn auch der einzelne untergehe [...] wer der Sehnsucht der Volksseele, ihr eigenes Wesen rein auszuprägen, zum Ziele verhelfen will, der muß alles Gestaltfremde ausschalten, insonderheit muß er alle fremdrassischen zersetzenden Einflüsse unwirksam machen. Die Ausschaltung des parasitisch wuchernden Judentums hat ihre tiefe ethische Berechtigung in diesem Willen zur reinen Gestalt deutschen Wesens ebenso wie die Unfruchtbarmachung der Träger minderwertigen Erbgutes des eigenen Volkes“.
Sander entfernte in den späteren Auflagen seiner Werke seine politischen Aussagen. 

## Publikationen (Auswahl)
- mit Felix Krueger: Gestalt und Sinn. 3 Bände. Leipzig 1928–1932.
- Zur neueren Gefühlslehre. Jena 1937.
- Deutsche Psychologie und nationalsozialistische Weltanschauung. In: Nationalsozialistisches Bildungswesen. Band 2, 1937, S. 641–649.
- Funktionale Struktur, Erlebnisganzheit und Gestalt. o. O. 1942.
- als Hrsg.: Archiv für die gesamte Psychologie.
- Ganzheitspsychologie. Beck, München 1962.